# Mavratzaíoi
Mavratzaíoi (Mavratzaioi) är en ort i Grekland.   Den ligger i prefekturen Nomós Sámou och regionen Nordegeiska öarna, i den östra delen av landet, 280 km öster om huvudstaden Aten. Mavratzaíoi ligger 241 meter över havet och antalet invånare är 249. Den ligger på ön Samos.
Terrängen runt Mavratzaíoi är huvudsakligen kuperad, men åt sydost är den platt.  Närmaste större samhälle är Néon Karlovásion, 16,1 km nordväst om Mavratzaíoi. 